# Теодора Пейкова
Теодора Стефанова Пейкова е българска редакторка, общественичка и писателка. Заедно със своя съпруг Стефан Пейков издава и редактира женското списание „Икономия и домакинство“.

## Биография
Завършва гимназия в София, а след това следва „Пиано“ в консерваториите на Виена и Брюксел. Посещава курсове по литература в Ecole Superieur и домакински курсове Beau mond в Брюксел.
Владее няколко чужди езика, превежда на български език „Заветът на умиращата“ от Емил Зола, „Ангелът на смъртта“ от Дмитрий Мережковски, „Престъпно желание“ от Херман Зудерман, „Между пет и седем“ от германската писателка Лизбет Дил (Liesbet Dill) и др.Като приложение на сп. „Икономия и домакинство“ издава автобиографията на Райна Княгиня (която превежда от руски език) през 1935 г.
Авторка е на разкази и статии за български вестници и списания – „Илюстрована седмица“, „Български войн“, „Народна отбрана“. Пише по социални проблеми, за изобретения от жени, исторически събития, предлага рецепти, медицински съвети и диети за отслабване, съвети за семейството и отглеждане на деца, мода, прически, гимнастика, бродерии, ръкоделие, публикува обзори на периодичния печат, реклами и др.
Всеки брой на „Икономия и домакинство“ включва като приложения готварски книги, романи, кройки. През 1930-те години Пейкова започва да пише готварски книги, които са търсени и днес.

## Семейство
Съпругът ѝ Стефан Пейков е юрист по образование, собственик на печатница „Книпиграф-София“ и апартаментна сграда на ул. „Цар Освободител“ 10. Имат син лекар.